# Halftime (Park Jin-young)
Halftime è un extended play (EP) del cantautore e produttore sudcoreano J.Y. Park, pubblicato l'11 settembre 2013 sotto l'etichetta JYP Entertainment. Il disco segna il decimo album complessivo dell'artista ed esplora temi personali e filosofici legati alla riflessione sulla vita e sulle scelte affrontate nella "metà del cammino" esistenziale.

## Descrizione
Halftime rappresenta una sintesi dei generi musicali che hanno influenzato J.Y. Park nel corso della sua carriera. L'album combina elementi di hip hop, R&B e soul con arrangiamenti orchestrali e tocchi di musica classica, riflettendo l'educazione musicale dell'artista e le sue esperienze personali. J.Y. Park ha definito il progetto come un momento di introspezione, in cui la domanda "Perché vivere intensamente?" sostituisce il semplice imperativo "Vivere intensamente".

## Tracce
1. Halftime – 3:41
2. Love Turned Out To Be The Best (사랑이 제일 낫더라) (con Namgung Songok e Gaeko dei Dynamic Duo) – 4:10
3. Had Enough Parties (놀만큼 놀아봤어) – 3:35
4. She Doesn’t Know (그녀는 몰라요) – 3:45
5. Rolling Around (뒹굴뒹굴) – 3:30
6. You’re the One (너뿐이야) (Happy Ending Ver.) – 2:25[1]

## Produzione
L'intero EP è stato scritto, composto e prodotto da J.Y. Park, noto anche come "The Asiansoul". La collaborazione con artisti come Gaeko e l'utilizzo di musicisti di alto livello per la registrazione delle parti orchestrali evidenziano la cura posta nella realizzazione dell'album.

## Tematiche
L'EP esplora temi legati alla maturità, all'amore e alla ricerca del significato della vita. Brani come Halftime e Had Enough Parties riflettono le riflessioni esistenziali dell'artista, mentre Love Turned Out To Be The Best celebra la centralità dell'amore nella felicità umana.

## Accoglienza
Sebbene l'EP non abbia ottenuto un vasto successo commerciale internazionale, ha ricevuto recensioni positive per la sua profondità tematica e l'elevata qualità musicale. Halftime è stato considerato una delle opere più personali e sofisticate di J.Y. Park.